# Barbacs
Barbacs là một thị trấn thuộc hạt Győr-Moson-Sopron, Hungary. Thị trấn này có diện tích 13,65 km², dân số năm 2010 là 730 người, mật độ 53 người/km².